# Johannes Matz
Johannes Matz, auch Johann Matz, Hans Matz (* 26. November 1849 in Lübeck; † 8. Juni 1913 in Halle/Saale) war ein deutscher Architekt und preußischer Baubeamter.

## Leben
Johannes Matz war ein Sohn des Lübecker Arztes Carl Johann Gottlieb Matz (1810–1892) und dessen Frau Mathilde Friederike Sophie, geb. Krüger (1821–1905). Friedrich Matz der Ältere war sein älterer Bruder, Louise Matz seine Schwägerin und Friedrich Matz der Jüngere sein Neffe.
Er besuchte das Katharineum zu Lübeck bis zum Abitur an Michaelis 1869 und studierte an der Berliner Bauakademie. Nach seinem Examen als Regierungsbaumeister folgten weitere Studien in Wien und Italien.
Seine ersten Stationen in der preußischen Bauverwaltung waren Pritzwalk, Marienburg (Regierungs-Baumeister) und Mühlhausen. Von 1884 bis 1888 arbeitete er im Atelier von Paul Wallot mit am Entwurf und der Ausführung des zwischen 1884 und 1894 entstandenen Reichstagsgebäudes in Berlin. Im Jahr 1889 wurde er preußischer Land-Bauinspektor und technischer Hilfsarbeiter bei der königlichen Regierung in Merseburg. 1897 wechselte er als Baurat nach Halle an der Saale. Als Bauinspektor war er für den Stadtkreis Halle und den Saalkreis zuständig.
Johannes Matz war seit 1889 verheiratet mit Louise Friederike, geb. Gropius (1866–), einer Tochter von Martin Gropius. Der Musiker Arnold Matz (1904–1991) war ein Sohn des Paares. Die Tochter Luise (1900–1991) heiratete Rudolf von Arps-Aubert. Matz wurde auf dem Friedhof Giebichenstein begraben, wo sein Grabstein erhalten ist.

## Bauten
- Mitarbeit am Reichstagsgebäude

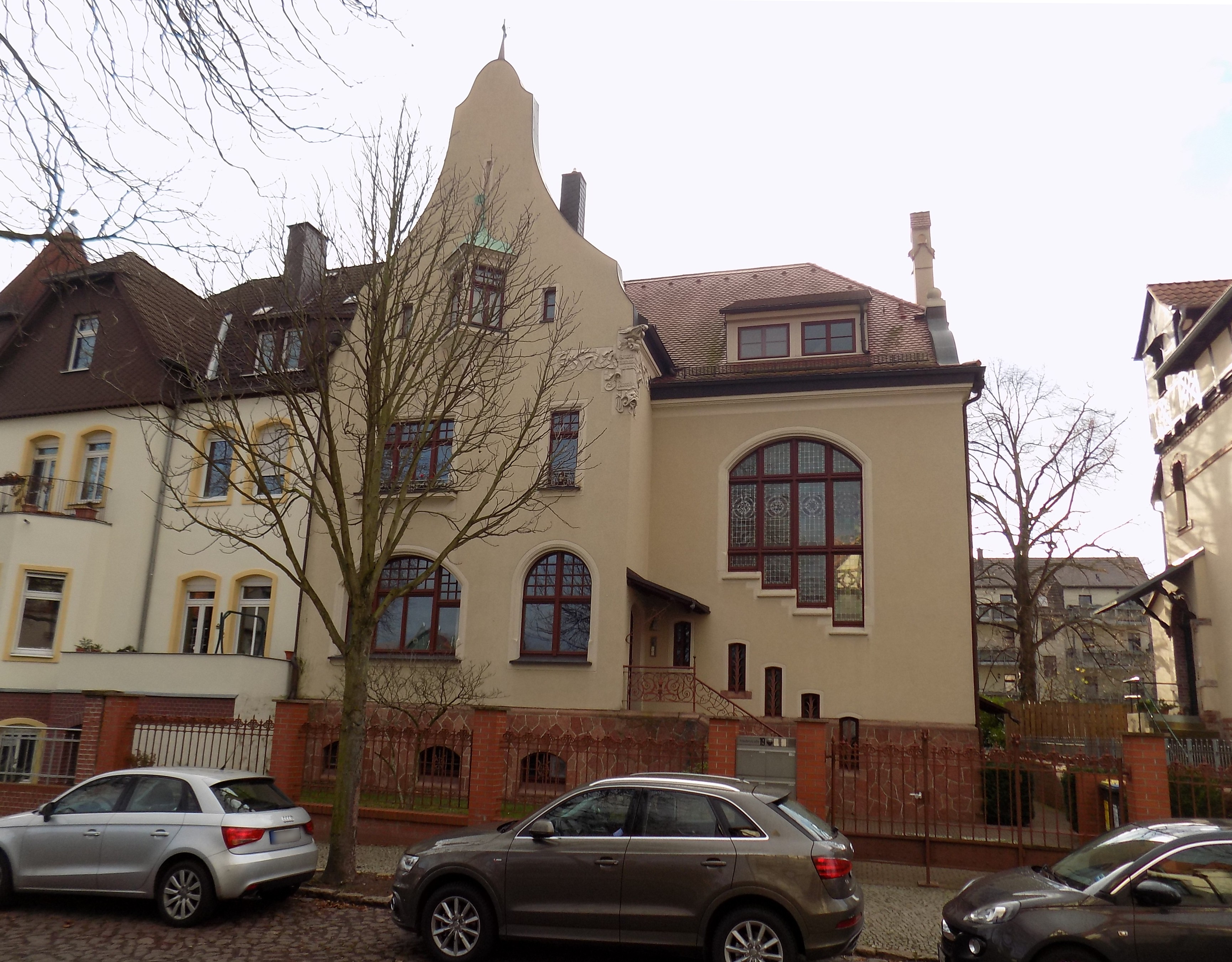
Friedenstraße 19 in Halle

- Hauptzollamt in Halle, Ankerstraße 2 (1901/02)
- Petruskirche (Halle)
- Pauluskirche (Halle)
- eigenes Haus in der Friedenstraße 19 in Halle (1901/02, erhalten, Baudenkmal)[4]

## Entwürfe & Vorarbeiten
- Restaurierung Marienburg 1882[5]

## Auszeichnungen
- Titel Geheimer Baurat
- Roter Adlerorden, 4. Klasse
- Königlicher Kronen-Orden (Preußen), 3. Klasse (1908)[6]

## Schriften
- Untersuchungen im Hochschlosse der Marienburg. In: Centralblatt der Bauverwaltung, Jg. 2, 1882, Nr. 2, S. 9–11 & Nr. 3, S. 19–22. (Digitalisat Google Books)
- Die neue Pauluskirche in Halle a. d. S. In: Württembergische Bauzeitung: Wochenschrift für Architektur und das gesamte Baugewerbe. 1903/04 (Digitalisat)